# Брацлавська селищна територіальна громада
Брацлавська селищна територіальна громада — територіальна громада в Україні, в Тульчинському районі Вінницької області. Адміністративний центр — селище Брацлав.
Площа громади — 71,78 км², населення — 6684т мешканці (2018).
Утворена 12 липня 2017 року шляхом об'єднання Брацлавської селищної ради та Грабовецької, Монастирської сільських рад колишнього Немирівського району.
12 червня 2020 року громада утворена у складі Брацлавської селищної ради та Бугаківської, Вишковецької, Вовчоцької, Грабовецької, Гриненківської, Зяньковецької, Монастирської, Новоселівської, Скрицької сільських рад Немирівського району.
19 липня 2020 року, в результаті адміністративно-територіальної реформи та ліквідації Немирівського району, громада увійшла до складу новоутвореного Тульчинського району.

## Населені пункти
До складу громади входять 1 селище (Брацлав) і 18 сіл: Анциполівка, Бугаків, Вигнанка, Вишківці, Вовчок, Глинське, Грабовець, Гранітне, Гриненки, Довжок, Забужжя, Зяньківці, Монастирське, Новоселівка, Скрицьке, Сорокодуби, Шура та Яструбиха.